# Ready-made
Eredetileg talált tárgy (franciául objet trouvé): műalkotássá nyilvánított használati tárgy. Marcel Duchamp francia művész találta fel a dadaizmus szellemében. 1913-ban jutott először eszébe az ötlet, így született meg a posztamensre állított Biciklikerék. Tovább ilyen "alkotásokat" készített fésűből, spárgából, fogasból, WC-csészéből, dugóhúzóból, biztosítótűből, palackmosó keféből, melyeket eredeti funkciójuktól megfosztva állított ki, felháborodást keltve ezzel a közönségben. Az egyik leghíresebb ilyen tárgy a Forrás (másik neve a Kút) címet viselő vizelőcsésze, melyet 1917-ben állított ki a New York-i Függetlenek Szalonjában. A ready-made koncepciójával Duchamp azt kívánta sugalmazni, hogy a nézőnek le kell mondania "két hasonló dolog felismerésének vagy azonosításának lehetőségéről".